# No Love No More
No Love No More è un singolo del cantautore e produttore sudcoreano J.Y. Park, pubblicato il 3 dicembre 2009 come estratto dall'album Sad Freedom.

## Descrizione
No Love No More è una canzone che mescola elementi di R&B e k-pop, con testi che esplorano la fine di una relazione e la decisione di abbandonare l'amore per concentrarsi su una vita senza legami emotivi. Il brano è caratterizzato da una melodia malinconica e da arrangiamenti minimalisti, che enfatizzano la voce di J.Y. Park.

## Pubblicazione
La canzone è stata pubblicata come singolo principale dell'album Sad Freedom attraverso JYP Entertainment, l'etichetta fondata dallo stesso J.Y. Park. È stata resa disponibile per il download digitale a partire dal 3 dicembre 2009.

## Video musicale
Il video musicale, diretto da un team interno a JYP Entertainment, è stato pubblicato contestualmente al singolo. Esso presenta J.Y. Park mentre esegue il brano in ambientazioni eleganti ma sobrie, alternate a scene di danza minimalista che accentuano il tema di solitudine e distacco emotivo.

## Accoglienza
No Love No More ha ricevuto recensioni generalmente positive, con critiche che hanno elogiato l'interpretazione vocale di J.Y. Park e la produzione raffinata del brano. Tuttavia, alcuni recensori hanno evidenziato un approccio stilistico più tradizionale rispetto ad altri suoi lavori.

## Classifiche
Il brano raggiunse la posizione 25 nella classifica Gaon Digital Chart.

## Crediti
- Testi e musica: Park Jin-young
- Produzione: Park Jin-young
- Etichetta: JYP Entertainment